# Ненчо Илиев (писател)
Вижте пояснителната страница за други личности с името Ненчо Илиев.
Ненчо Илиев, известен с псевдонима Сириус, е български писател, журналист, военен кореспондент, преводач, висш държавен служител, близък до царското семейство. Определян е като „един от активните персонажи на софийската бохема“.

## Биография
Роден е през 1882 г. в село Каленик, област Ловеч. От 1900 г. се установява в София. Активист е на Демократическата партия.
В Балканската война участва в сраженията при Одрин и Чаталджа като редови войник. В 1914 – 1915 г. е редактор на хумористичното списание „Смях“. По време на Първата световна война е военен кореспондент към щаба на Първа армия, а след нея е главен редактор на списание „Българан“. В началото на 1920-те години е представител на печата в българската легация в Рим. По това време публикува около 30 статии, в защита на българската кауза, в италианските вестници и списания „La vita italiana“, „L Europa Orientale“, „Rassegna economica“, „Il Mondo“ и др. Негови разкази са публикувани в италианските списания „La tribuna illustrata“, „Tutto“, „La Rivista di cultura“ и др. След завръщането си в България е кореспондент на няколко италиански вестника и работи като чиновник в различни ведомства., включително Министерството на финансите. Изпълнява секретни финансови и дипломатически мисии като доверено лице на царя.
Сътрудник е на списанията „Българска сбирка“, „Пролетна заря“, „Съвременна мисъл“, „Сила“, „Войнишка сбирка“, „Отечество“, „Художник“, „Българан“, „Смях“, вестниците „Жило“, „Вечерна поща“, „Пряпорец“, „Заря“, „Камбана“, „Народни права“, „Народ“, „Радикал“, „Военни известия“, „Чуден свят“, „Литературен глас“ и др.
След 9 септември 1944 г. е арестуван. През октомври 1944 г. е убит. Включен е в списъка на безследно изчезналите като „фашистки писател и царедворец“.

## Творчество
Започва литературната си кариера като писател-толстоист.
През 1900 г. в списание „Ново слово“ е отпечатан дебютният му разказ „Щедрият дарител“. Автор е на 19 книги, документални очерци, романи, романизирани биографии, разкази и фейлетони:
Използва псевдонимите Н. И. Лаборов, Копук Копуков, Н. И. Сириус, Sir, Копук Гладориев.
Пише и непубликувани антивоенни пиеси, съхранявани в Британската библиотека.
Член е на Съюза на българските писатели.

### Публикувани творби[7]
- „Райската пустиня“ (1906, 53 с.; второ издание - „Запустелия рай“, София, 1923,  48 с.);
- „Разкази“ (София, 1909, 128 с.);
- „Фейлетони“ (София, 1910, 48 с.);
- „Генерал-лейтенант Гешов. Животописна скица“ (София, 1917, 55 с.);
- „По стъпките на безсмъртните“ (1918, 136 с.);
- „Разкази из войната“ (София, [1919], 29 с.);
- „Ирина“ (роман, София, 1922, 88 с.);
- „Мусолини и неговото дело“ (София, 1926, 77 с);
- „Царица Йоана и нейния род“ (София, 1931, 152 с.; второ преработено издание - „Царица Йоана“, София, 1938, 256 с.);
- „Времена и хора. Разкази“ (София, 1933, 205 с.);
- „Нашите пълководци: Генерал от пехотата Димитър Гешов“ (София, [1939], 104  с.; второ издание - 1944, 11 с.);
- „Борис III. Цар на българите“ (София, 1936, 320 с., следващи издания - 1937, 1938, 1939, 1940, 1943 - преработено и допълнено издание);
- „Подвизи. Разкази“ (София, 1941, 239 с.);
- „Стръмен път. Роман“ (София, 1942, 240 с.);
- „Българското царско семейство“ (София, 1943, 128 с.);
- „Съпругът на Сузана. Драма в три действия“ (София, [1944], 98 с.).

### Преводи
Ненчо Илиев превежда или преразказва произведения на Карло Колоди.
- Весели разкази. Побългарил Ненчо Илиев, София, [1922], 30 с.
- Пинокио. Приключенията на на един малък палячо, София, 1932, 144 с
- Весели разкази, Превод от италиански Ненчо Илиев, София, [1935], 129 с.

## Семейство
Съпругата му е руската графиня Мария Александра Романович. Дъщеря му, Дорина, която се омъжва за британския дипломат Ф. Симпсън, през 1947 година напуска България, след като е подложена на натиск от Държавна сигурност. На нея е посветен документалният  филм „Случаят „Балерината““, излъчен на 6 октомври 2019 г. по „Нова телевизия“. За семейството и живота на Дорина Илиева-Симпсън разказва и филмът „Дорина" (2020) на режисьора Атанас Киряков, сниман в България, Великобритания и Мавриций, където в продължение на 24 години тя развива благотворителна дейност.